# جيمي ديكنسون
جيمي ديكنسون (بالإنجليزية: Jimmy Dickinson)‏ (25 أبريل 1925 في المملكة المتحدة - 8 نوفمبر 1982 في المملكة المتحدة) هو مدرب كرة قدم ولاعب كرة قدم بريطاني (وحمل سابقاً جنسية المملكة المتحدة لبريطانيا العظمى وأيرلندا) في مركز نصف الجناح، شارك في كأس العالم 1950 وكأس العالم 1954. وشارك مع منتخب إنجلترا لكرة القدم. أما مع النوادي، فقد لعب مع نادي بورتسموث.

## مسيرته الكروية
لعب جيمي ديكنسون خلال مسيرته الاحترافية مع نادِ واحدٍ في تسعة عشر موسمًا وسجل خلالها 9 أهداف ضمن 764 مباراة. ولم يفز بأي موسم بالكأس وفاز في موسمين بالدوري.
خاض جيمي ديكنسون مسيرته مع نادي بورتسموث في موسم 1946–47 ليلعب معه تسعة عشر موسمًا، مشاركًا في 764 مباراة سجل خلالها 9 أهداف.

## وصلات خارجية
- جيمي ديكنسون على موقع الاتحاد الدولي (مؤرشف)  (الإنجليزية)
- جيمي ديكنسون على موقع قاعدة بيانات كرة القدم.إي يو (الإنجليزية)
- جيمي ديكنسون على موقع ناشيونال فوتبول تيمز (الإنجليزية)
- جيمي ديكنسون على موقع Soccerway.com (الإنجليزية)
- جيمي ديكنسون على موقع عالم كرة القدم.نت (الإنجليزية)